# Rhopalione uromyzon
Rhopalione uromyzon is een pissebed uit de familie Bopyridae. De wetenschappelijke naam van de soort is voor het eerst geldig gepubliceerd in 1920 door Pérez.